# Akodon aerosus
Akodon aerosus је врста глодара из породице хрчкова (лат. Cricetidae).

## Распрострањење
Врста је присутна у Еквадору, Перуу и Боливији.

## Станиште
Станиште врсте су шуме. Врста је присутна на планинском венцу Анда у Јужној Америци. 

## Начин живота
Врста Akodon aerosus прави гнезда. Исхрана врсте Akodon aerosus вероватно укључује инсекте, биљке и семе.

## Угроженост
Ова врста је наведена као последња брига, јер има широко распрострањење и честа је врста.